# Tárkányi Tamara
Tárkányi Tamara (?–) magyar táncdalénekesnő.

## Életrajza
Budapesten született, de kilenc hónapos korától tizennyolc éves koráig nagyszüleinél nevelkedett Siófokon. Itt végezte gimnáziumi tanulmányait, a Perczel Mór Gimnáziumban érettségizett 1959-ben. Az intézmény amatőr énekkarában fedezték fel, ekkor kezdte képezni magát. Zenei tanulmányai mellett azonban folyamatosan dolgozott: volt berendező a televíziónál, két műszakban gépkönyvelő a Központi Statisztikai Hivatalban, majd anyagkönyvelő a Fővárosi Autóbuszüzemben. Egyik kolleganőjével, aki szintén énekelt, Herrer Pálék felkérték, hogy lépjenek fel, az Astoria Szálló bárjának megnyitóján. Ezen a helyen figyeltek fel rá, több hónapos szerződést kapott, esténként három dalt kellett énekelnie. Pályakezdőként Ifj. Kalmár Tibor szövegíró ajánlotta Majláth Júlia figyelmébe, aki hangképzésre előbb tovább irányította Sík Olga tanárnőhöz. Egy évig járt hozzá hangképzésre, majd Majláth Júlia tanítványa lett. Ezzel párhuzamosan négy évig járt az Országos Szórakoztatózenei Központ (OSZK) stúdiójába is, ahol közben sikeres vizsgát tett még 1961-ben, és így működési engedélyt kapott. 

„Így kerültem többek között olyan nívós szórakozóhelyekre, mint az EMKE, a Savoy, a Margitsziget, ahol Rózsahegyi Marikával léptem fel, illetve a Halászbástya és a Hilton Szálló, ahol pedig Cserháti Zsuzsával osztoztunk a színpadon.”

Zenei karrierje 1964-ben a Magyar Rádió tánczenei stúdiójában folytatódott, ahol Balassa P. Tamás tanítványa lett. Egy csoportba járt például Toldy Máriával és Bakacsi Bélával. Számos rádiófelvétele ekkoriban készült. 
A szélesebb közönség csak 1966-ban ismerte meg a nevét, amikor Lovas Róbert–Halmágyi Sándor: Idegen utakon című szerzeményével megosztott második helyezést ért el az első táncdalfesztiválon. A másik második helyezett Zalatnay Sarolta volt. Ezután tett ORI vizsgájáról így nyilatkozott: 

„a korábban letett OSZK-vizsgám sokkal nehezebb volt, mint az ORI-megmérettetés, mert előbbin még bizonyítanom kellett, míg utóbbin már ünnepelt sztárként kezeltek… egészen a Táncdalfesztiválos sikeremig nem volt szükségem ORI-vizsgára, míg innentől kezdve tényleg országjáró turnékban vettem részt, amit az Országos Rendező Iroda (ORI) szervezett. Ezért aztán az ORI felkért, hogy szíveskedjek letenni a vizsgájukat, amit lényegében úgy szerveztek meg, hogy csak formalitás legyen, hiszen már bizonyítottam a táncdalos versenyen. Megkaptam az ORI-engedélyt is, minek következtében már százötven forintot is kaphattam fellépésenként, mint a többi ORI vizsgás kolléga.”

Táncdalénekesi pályája azonban rövidnek bizonyult: bár szerepelt 1968-ban Katowicében egy tévéshow-ban, 1969-ben Szécsi Pállal és a Neoton együttessel Kijevben lépett fel. Ezen a turnén ismerkedett meg leendő férjével Csanádi Károllyal. 1970-ben még Koós Jánossal egy több állomásos koncertkörúton vett részt a Szovjetunióban, de az 1970-es táncdalfesztiválra már nem jutott ideje és ettől az évtől visszavonult a színpadtól, hogy férjét, a műkorcsolyázó Csanádi Károlyt kövesse a jégrevü társulatok (Wiener Eis Revue, Holiday on Ice, Deutsches Eis Theater) világkörüli turnéján. Az 1970-es évek végén ismét hazatért, többször próbálkozott karrierje újraindításával, több – kevesebb sikerrel. Rendszeres vendége volt különböző televíziós műsoroknak és rádióadásoknak. Fellépett a Pesti Vigadóban, a Budapest Kongresszusi Központban, és közreműködött például Fellegi Ádám zongoraművész hangversenyén is.
Válogatáslemezét 1995-ben adták ki Idegen utakon címmel. Itt saját slágerei mellett főként pályatársainak hatvanas években népszerűvé lett számait énekelte újra, modernebb hangszerelésben. (Például Koncz Zsuzsa: Rohan az idő, Neoton: Ha érteném, mit mond a szél, Késmárky Marika: Egy fiú a házból, Zalatnay Sarolta: Nem vagyok én apáca, Mikes Éva – Szántó Erzsi: Jó az álmodozás)
2002-ben megjelent Gyönyörű világ című CD-je. Itt zeneszerzőként és szövegíróként is bemutatkozott, és érdekességként helyet kaptak az albumon Máté Péter és Ihász Gábor eddig soha be nem mutatott szerzeményei is. 
2009-ben pályatársaival együtt fellépett a Papp László Budapest Sportarénában a Volt egyszer egy táncdalfesztivál című nagyszabású gálaműsorban.

## Albumai
- Idegen utakon (Kazetta, Album) Kadencia Kft. KA 278 (1995)
- Gyönyörű világ (CD, Album) Alfa Kiadó CD 035 (2002)

## Kislemezei
- Mit hoz a jövő (Vámosi János)/ Idegen utakon (Tárkányi Tamara) –  Qualiton SP 312 (1966)
- Miért most hívsz (Tárkányi Tamara)/ Az ősz (Tárkányi Tamara) – Qualiton SP 341 (1966)
- Aki téged csókolt már (Korda György)/ Nem futhatsz el (Tárkányi Tamara) – Qualiton SP 412 (1967)
- Visszajövök hozzád (Gara György)/ Magadra vess (Tárkányi Tamara) – Qualiton SP 369 (1967)
- Mama (Mary Zsuzsa)/ Álmaimból ne űzz tréfát (Tárkányi Tamara) – Qualiton SP 521 (1968)

## Érdekességek
Nagyanyja Jókai Mór hősnője után nevezte el Tamarának.
Családja nem bízott Tárkányi Tamara énekesi karrierről szőtt álmaiban. A Magyar Ifjúságnak 1966-ban adott interjú során a művésznő felidézte az esetet, miszerint egy rokona azt mondta: „Előbb lesz belőlem püspök, mint belőled énekes.”
Tárkányi Tamara lelkes állatvédő.